# Percoidei
Percoidei è un sottordine di pesci Perciformes.
La superfamiglia Percoidea, utilizzata da alcuni autori, è ritenuta sinonimo di questo sottordine e non più valida. Il sottordine Polynemoidei, utilizzato da alcuni autori, è allo stesso modo considerato sinonimo.

## Famiglie
- Famiglia Acropomatidae
- Famiglia Aplodactylidae
- Famiglia Apogonidae
- Famiglia Arripidae
- Famiglia Banjosidae
- Famiglia Bathyclupeidae
- Famiglia Bramidae
- Famiglia Caesionidae
- Famiglia Callanthiidae
- Famiglia Carangidae
- Famiglia Caristiidae
- Famiglia Centracanthidae
- Famiglia Centrarchidae
- Famiglia Centrogeniidae
- Famiglia Centropomidae
- Famiglia Cepolidae
- Famiglia Chaetodontidae
- Famiglia Chandidae
- Famiglia Cheilodactylidae
- Famiglia Chironemidae
- Famiglia Cirrhitidae
- Famiglia Coryphaenidae
- Famiglia Datnioididae
- Famiglia Dichistiidae
- Famiglia Dinolestidae
- Famiglia Dinopercidae
- Famiglia Drepaneidae
- Famiglia Echeneidae
- Famiglia Emmelichthyidae
- Famiglia Enoplosidae
- Famiglia Epigonidae
- Famiglia Gerreidae
- Famiglia Glaucosomatidae
- Famiglia Grammatidae
- Famiglia Haemulidae
- Famiglia Howellidae
- Famiglia Inermiidae
- Famiglia Kuhliidae
- Famiglia Kyphosidae
- Famiglia Lactariidae
- Famiglia Lateolabracidae Springer & Raasch, 1995
- Famiglia Latridae
- Famiglia Leiognathidae
- Famiglia Leptobramidae
- Famiglia Lethrinidae
- Famiglia Lobotidae
- Famiglia Lutjanidae
- Famiglia Malacanthidae
- Famiglia Menidae
- Famiglia Monodactylidae
- Famiglia Moronidae
- Famiglia Mullidae
- Famiglia Nandidae
- Famiglia Nematistiidae
- Famiglia Nemipteridae
- Famiglia Opistognathidae
- Famiglia Oplegnathidae
- Famiglia Ostracoberycidae
- Famiglia Pempheridae
- Famiglia Pentacerotidae
- Famiglia Percichthyidae
- Famiglia Percidae
- Famiglia Plesiopidae
- Famiglia Polycentridae
- Famiglia Polynemidae
- Famiglia Polyprionidae
- Famiglia Pomacanthidae
- Famiglia Pomatomidae
- Famiglia Priacanthidae
- Famiglia Pseudochromidae
- Famiglia Rachycentridae
- Famiglia Sciaenidae
- Famiglia Scombropidae
- Famiglia Serranidae
- Famiglia Sillaginidae
- Famiglia Sparidae
- Famiglia Symphysanodontidae Lee, 1989
- Famiglia Terapontidae
- Famiglia Toxotidae